# Macedonia di frutta
La macedonia è una preparazione di frutti misti variamente conditi e tagliati a pezzi. La ricetta più comune prevede l'uso di succo di limone.

## Etimologia
Trae il suo nome probabilmente dalla Macedonia, regione storica dei Balcani, caratterizzata dalla coabitazione di popolazioni diverse (Macedoni, Greci, Bulgari, Albanesi, Serbi, Turchi) in modo simile a quanto avviene con i diversi frutti della macedonia.